# 竹田憲宗
竹田 憲宗（たけだ　けんそう、1956年3月31日 - ）は、日本の経営者。株式会社北海道日本ハムファイターズの元代表取締役社長、球団顧問。

## 来歴
富山県南砺市（旧・福光町）出身。
京都産業大学経済学部卒業後、1978年に日本ハム株式会社に入社。
株式会社セレッソ大阪の役員、日本ハム株式会社の執行役員、統括部長、日本ハム西販売株式会社代表取締役社長などを経て、2015年3月16日に株式会社北海道日本ハムファイターズ代表取締役社長に就任。
2019年3月22日、代表取締役社長を退任。退任後は球団顧問に就任した。